# Мур'я
Мур'я (рос. Мурья) — село у Ленському улусі Республіки Сахи Російської Федерації.
Населення становить 234  особи. Належить до муніципального утворення Салдикельський наслег.

## Історія
Згідно із законом від 30 листопада 2004 року органом місцевого самоврядування є Салдикельський наслег.

## Населення
| 2002 | 2010 |
| ---- | ---- |
| 233  | ↗234 |